# М'ятин (Дубенський район)

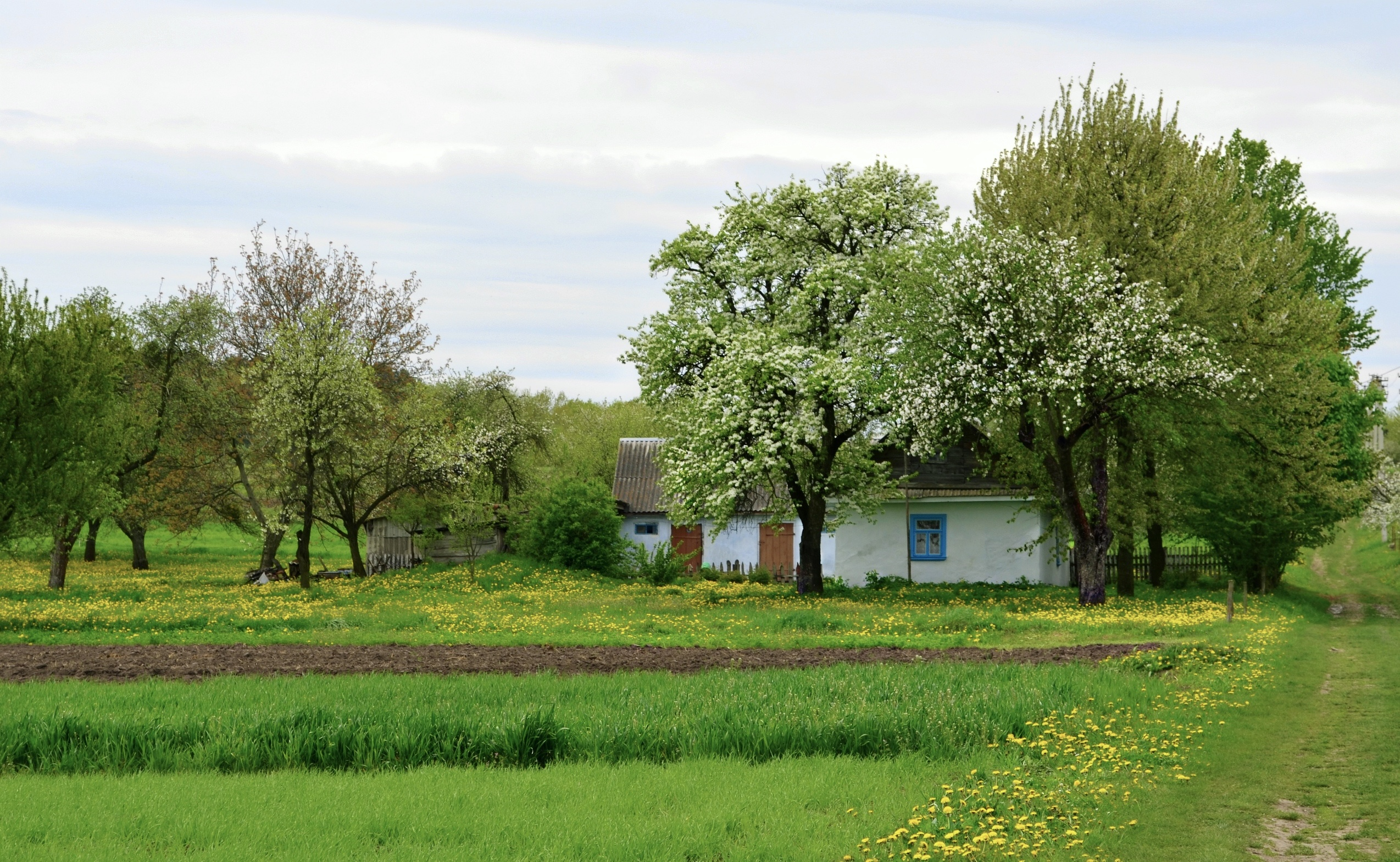

М'я́тин — село в Україні, у Бокіймівській сільській громаді Дубенського району Рівненської області. Населення становить 224 осіб.

## Розташування
Знаходиться на дорозі Т1815 Дубно-Млинів-Яловичі.
На краю села протікає річка Іква.

## Історія
У 1906 році село Млинівської волості Дубенського повіту Волинської губернії. Відстань від повітового міста 3 верст, від волості 11. Дворів 64, мешканців 485.
7 (20) листопада 1917 року, відповідно до Третього Універсалу Української Центральної Ради, увійшло до складу Української Народної Республіки.
У 2009 році було уточнено назву села М'ятин, воно стало Мятин.
До 2016 у складі Хорупанської сільської ради. Від 2016 - у складі Бокіймівської сільської громади.
12 червня 2020 року, відповідно до розпорядження Кабінету Міністрів України № 722-р від «Про визначення адміністративних центрів та затвердження територій територіальних громад Рівненської області», увійшло до складу Бокіймівської сільської громади.
19 липня 2020 року, в результаті адміністративно-територіальної реформи та ліквідації Млинівського району, село увійшло до складу Дубенського району.
19 вересня 2024 року Верховна Рада підтримала повернення назви села Мятин до відповідної українській мові М'ятин. 26 вересня 2024 року перейменування набуло чинності.

## Посилання

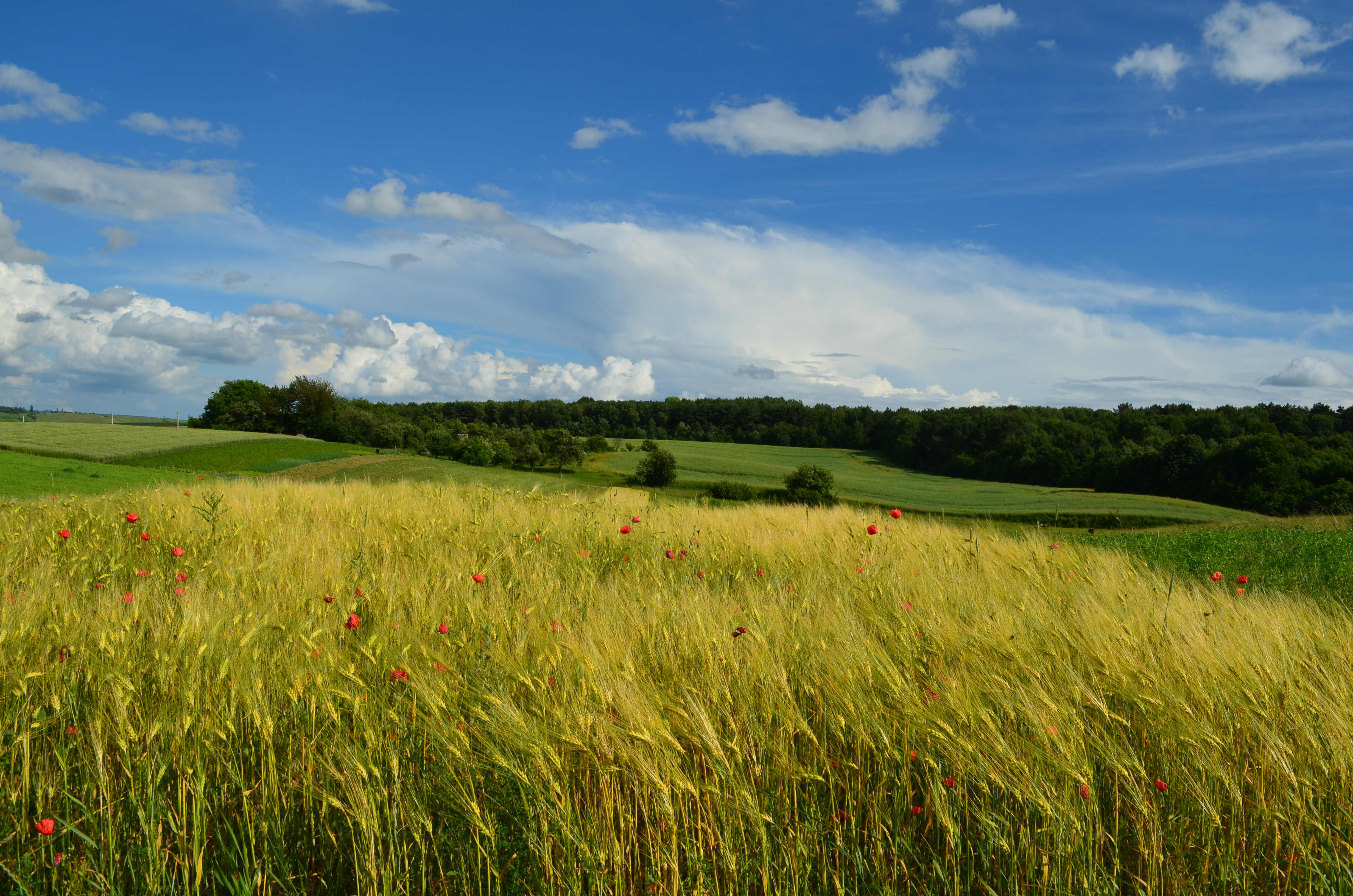